# Cap de setmana a Gaza
Cap de setmana a Gaza (títol original en anglès: A Gaza Weekend) és una pel·lícula de comèdia britànicopalestina, dirigida per Basil Khalil i estrenada el 2022. La pel·lícula és protagonitzada per Stephen Mangan i Mouna Hawa com a Michael i Keren, una parella britànicoisraeliana que intenta refugiar-se a la franja de Gaza després que el contagi accidental d'un perillós virus d'un laboratori de recerca a Israel hagi convertit, irònicament, Gaza en el lloc més segur, a causa del bloqueig israelià de la regió. S'ha doblat i subtitulat al català.
Tot i que se centra al voltant d'una pandèmia, la pel·lícula va ser concebuda i en desenvolupament molt abans de l'aparició de la pandèmia de la COVID-19.
La pel·lícula es va estrenar el 10 de setembre de 2022 al Festival Internacional de Cinema de Toronto de 2022, on va guanyar el premi FIPRESCI.